# Mediomatriker

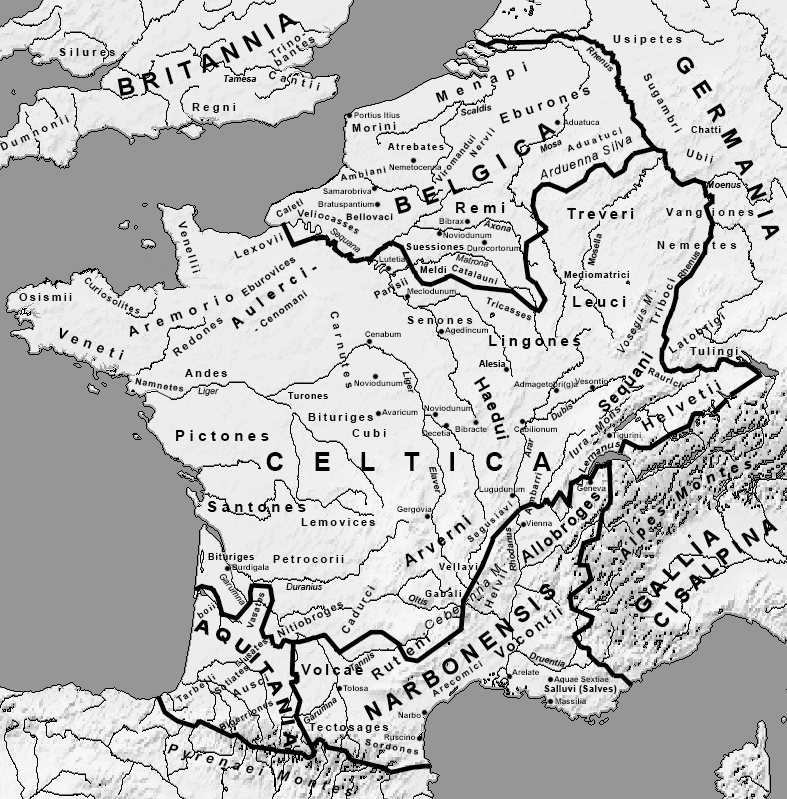

Die Mediomatriker (altgriechisch: Μεδιομάτρικες, Latein: Mediomatrici) waren ein keltischer Stamm im Gebiet des heutigen Ostfrankreich, des Saarlands und von Rheinland-Pfalz. Aus ihrer Hauptstadt Divodurum Mediomatricorum ist das heutige Metz hervorgegangen.
Ihnen benachbart lebten die Treverer, die Leuker und die Eburonen im Kerngebiet der La-Tène-Kultur. Neben Metz entstanden aus Siedlungen und Oppida der Mediomatriker zum Beispiel möglicherweise die Städte Saarbrücken, Speyer, Homburg und Rodalben. Für Speyer, Homburg und Rodalben ist allerdings die Zugehörigkeit zu dem Gebiet der Mediomatriker heute sehr umstritten.